# Fogadalmi kápolna (Esztergom)
Koordináták: é. sz. 47° 47′ 08″, k. h. 18° 44′ 36″47.785556°N 18.743194°E

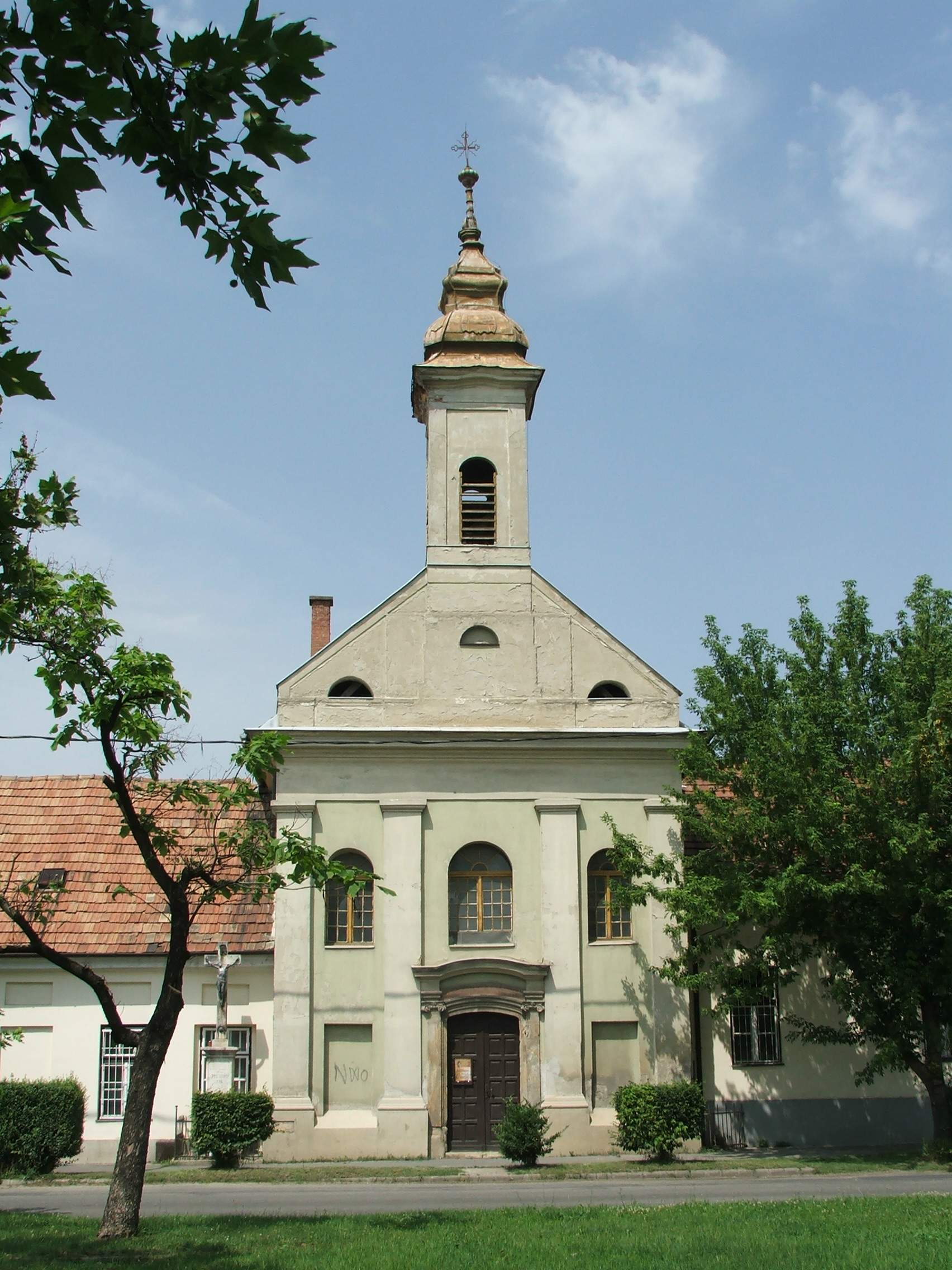
A kápolna 2009-ben

Az esztergomi Fogadalmi Szűz Mária bemutatása vagy köznapi nevén szegényházi kápolna egy a Terézia utcában álló műemlék épület. Jelenleg a Boldog Ceferino Roma Misszió – Kvázi Plébánia (személyi plébánia) használja cigánypasztoráció céljára, csütörtök délután 5 órakor mutatnak be szentmisét a templom épületében.

## Leírása

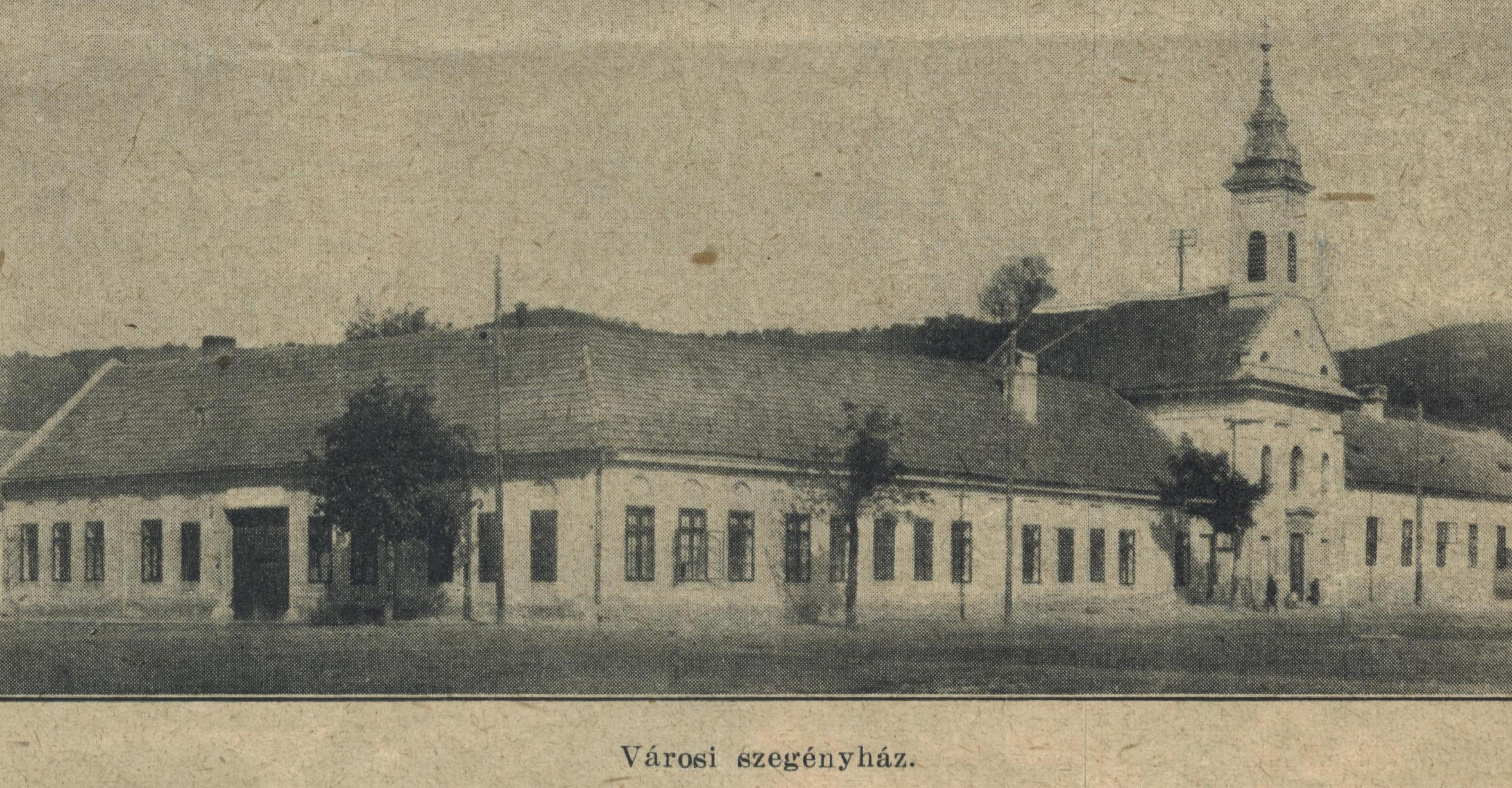
Egy régi képeslapon

A kápolna a szegényház épületének középtengelyében álló egyhajós műemlék. Egyenes szentélyzáródású, a szentély felett kontyolt nyeregtetős. Az utcai homlokzata timpanonnal lezárt, mögötte egy huszártorony áll. Belső terei csehsüvegboltozatúak.

## Története
A jelenlegi kápolna története szorosan összefügg az egykor a Kossuth Lajos utcán álló Ispita kápolnával. Az 1737-ben dühöngő pestis Szűz Mária bemutatása ünnepén, november 21-én múlt el Esztergomban. A Királyi város hívei ezért hálából kápolna építésére tettnek fogadalmat, ami 1742-ben a Buda utcában (ma Kossuth Lajos u.) készült el az aggok házával egyetemben. 
A szűknek bizonyuló és az 1838-as jeges árvíz által megrongált otthon és kápolna helyett nagyobb építését határozta el a városi tanács 1838-ban a mai kápolna helyén. Packh János, a bazilika építésze tervei alapján alakították át a mostani, eredetileg 1784 és 1792 között épült kápolnát, és az új kór- és szegényházat.
A kápolna lábazatán egy árvíztábla mutatja a dunai ár magasságát 1838. március 13-án.

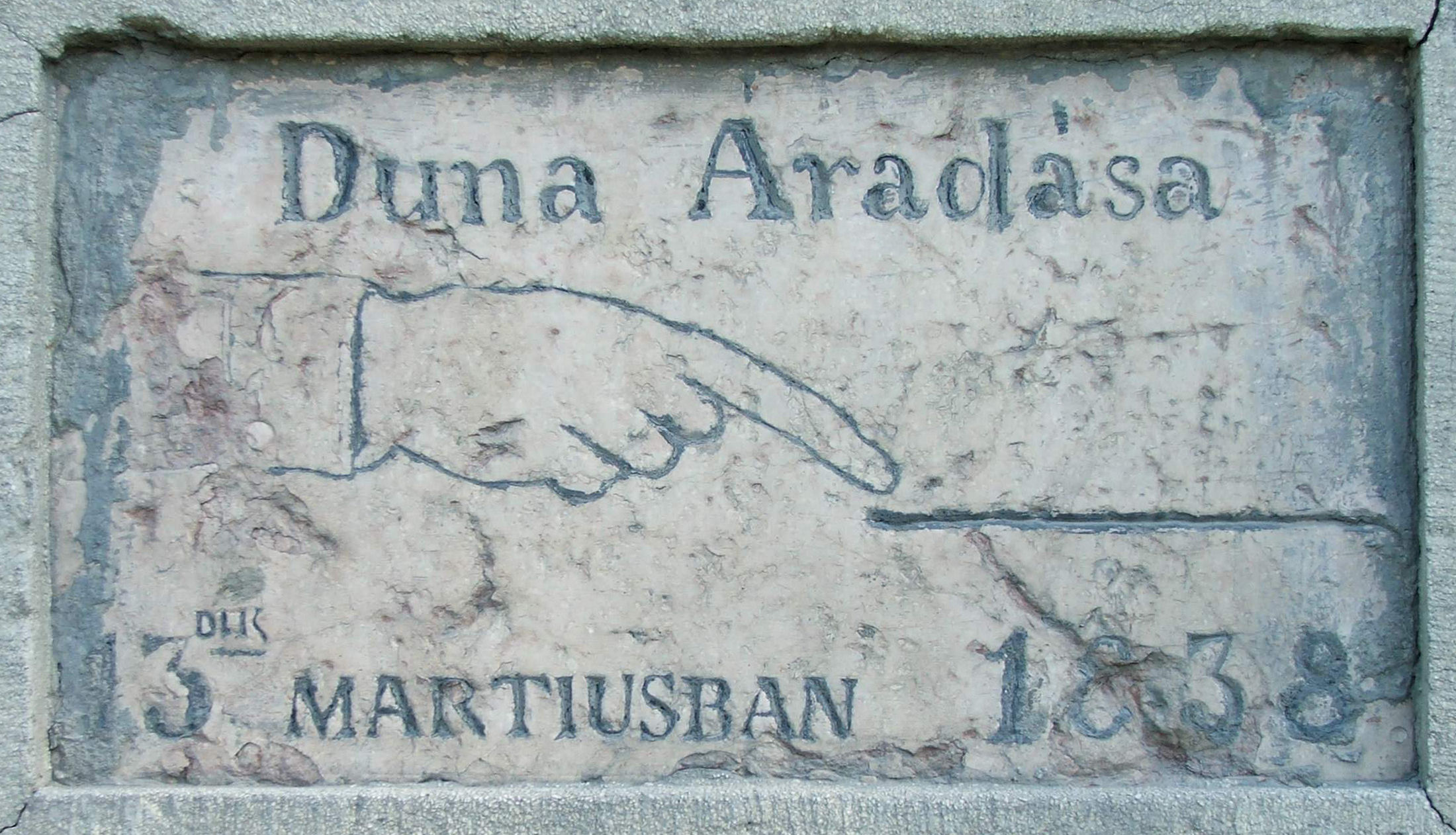
Árvíztábla az épület lábazatán

A templom nyugati sarkán egy 1896-ból származó kőkereszt áll, rajta egy öntöttvas korpusszal.
A kápolna belső terein több évig tartó nagyszabású munkákat fejeztek be 2017-ben, mintegy 30 millió forintból.